# بن استیونسون (بازیکن فوتبال)
بن استیونسون (انگلیسی: Ben Stevenson؛ زادهٔ ۲۳ مارس ۱۹۹۷) بازیکن فوتبال اهل بریتانیا است.
از باشگاه‌هایی که در آن بازی کرده‌است می‌توان به باشگاه فوتبال کاونتری سیتی و باشگاه فوتبال کولچستر یونایتد اشاره کرد.